# Els Torrents (Borredà)
els Torrents és un mas al terme municipal de Borredà (Berguedà) catalogat a l'Inventari del Patrimoni Arquitectònic de Catalunya. La masia dels Torrents és documentada des del s. XV com una de les propietats del monestir de Santa Maria de Montbenet; els seus estadants, que en aquest segle ja portaven el cognom de Torrents, foren batlles del monestir alhora que es reconeixen pagesos de remença de Montbenet.La masia de Torrents és una construcció orientada a llevant, formada per dos cossos adossats ambdós de planta rectangular coberts a dues aigües amb teula àrab. El cos més antic, probablement construït al segle xvi sobre els fonaments medievals conserva els murs fets per carreus irregulars i col·locats en filades. El cos més modern del segle xviii, presenta uns murs de maçoneria i, a la façana de migdia, s'hi obren finestres i una porta d'arc de mig punt.